# Salvatore Russo (vescovo)
Salvatore Russo (Catania, 2 gennaio 1885 – 8 aprile 1964) è stato un vescovo cattolico italiano.

## Biografia
Nacque il 2 gennaio 1885 a Catania, sede dell'omonima arcidiocesi.
Il 21 dicembre 1907 fu ordinato presbitero.
L'11 agosto 1932 papa Pio XI lo nominò vescovo di Acireale.
Ricevé l'ordinazione episcopale il successivo 23 ottobre da Carmelo Patanè, arcivescovo di Catania, essendo co-consacranti Giovanni Jacono, vescovo di Caltanissetta, e Felice Agostino Addeo, vescovo di Nicosia; prese possesso canonico della diocesi il 4 dicembre seguente.
Partecipò alla prima sessione del Concilio Vaticano II.
Morì l'8 aprile 1964, dopo 32 anni di governo pastorale della diocesi.

## Genealogia episcopale e successione apostolica
La genealogia episcopale è:
- Cardinale Scipione Rebiba
- Cardinale Giulio Antonio Santori
- Cardinale Girolamo Bernerio, O.P.
- Arcivescovo Galeazzo Sanvitale
- Cardinale Ludovico Ludovisi
- Cardinale Luigi Caetani
- Cardinale Ulderico Carpegna
- Cardinale Paluzzo Paluzzi Altieri degli Albertoni
- Papa Benedetto XIII
- Papa Benedetto XIV
- Papa Clemente XIII
- Cardinale Enrico Benedetto Stuart
- Papa Leone XII
- Cardinale Chiarissimo Falconieri Mellini
- Cardinale Camillo Di Pietro
- Vescovo Gerlando Maria Genuardi
- Vescovo Giovanni Battista Arista, C.O.
- Arcivescovo Carmelo Patanè
- Vescovo Salvatore Russo

La successione apostolica è:
- Vescovo Angelo Calabretta (1936)